# Вулиця Флоріанська (Краків)
Вулиця Флоріанська (пол. Ulica Floriańska) (колишня вулиця Санчі Флоріані, тобто вулиця Святого Флоріана, також вулиця Tworzyjańska) - вулиця у Старому місті у Кракові . Проходить від північно-східного кута площі Ринок до Флоріанської брами і має довжину 335 м. Назва походить від брами Святого Флоріана, котра закриває перспективу вулиці з півночі і веде до церкви Святого Флоріана . Ця вулиця є частиною Королівської дороги у Кракові . 
Вулиця була відзначена на місцевому плані вже в 1257 році, і її назва не змінилася і через понад 700 років, але будинки, що стояли тут, змінилися. Спочатку це була готика, пізніше вона була перебудована в стилі інших епох: ренесансу, бароко і т.д. Понад 20 приміщень за адресою вулиця Флоріанська відрізняється багатством архітектури та дизайну інтер'єру. Під час ремонтних робіт будівельники, оновлюючи інтер'єри кам'яниць, стикалися з замурованими порталами, поліхромними стелями, засипаними гравієм готичними підвалами. Консерваторські процедури повертають колишній вид старим кам'яницям. 
У 1330 році на вул.Флоріанській було вже принаймні 10 будинків, і в кінці XV століття більшість його будинків були вже з цегли. Спочатку забудова вулиці був переважно житловою. Будинки тут, як правило, належали заможним верствам міщан, а також дворянству. З кінця XVIII століття тут повстали численні гостьові будинки і готелі, ресторани і музеї, поступово замінюючи традиційні житлові функції. У 1882 році була відкрита кінна трамвайна лінія, яка у 1901 році перетворилася на електричну (тепер вже не існує). 
Вулиця Флоріанська є першим елементом колишнього шляху до Варшави і на північ. ЇЇ історичним продовженням є вулиця Варшавська . 

## Деякі кам'яниці
№1. Кам'яниця "Під неграми" - раніше називалася також "Під Ефіопами". Колись таку саме назва носила аптека, розташована тут на початку XVI століття . Перший кутовий поверх підтримуює барельєф із зображенням двох негрів, що походить з XVI століття. Константи Ільдефонс Галчинський був у захваті від цієї будівлі в поемі "Зачарований кінний екіпаж" ...Ми зупинилися біля будинку "Під неграми" (ну, я б дав багато за цей будинок)... Після пожежі в 1821 року кам'яниця була відновлена, і тоді додано третій поверх. 
№2. Кам'яниця Маграбська - це кутовий будинок. 
№6. Кам'яниця "Під Оком Провидіння" - назва походить від її герба, вона була побудований в 1835 році на місці розваленої у XVIII столітті. 
№7. Кам'яниця "Під Божою Матір'ю" - має емблему раннього відродження, передпокій і багато ренесансних обрамлень, схожих на вавельські. На фасаді, в ніші, на висоті першого поверху, є ренесансова Мадонна, звідси і назва кам'яниці. 
№10. Кам'яниця "Барщовська" - її витоки сягають XIV століття. З 1636 році вона належала Вавжинцу Баршчу і звідси її назва. На висоті першого поверху фасаду знаходиться статуя святого Йосипа . 
№11. Кам'яниця "Під Ангелом" - на її фасаді є барельєф ангела, вона також прикрашена мансардою . Всередині є готичні та ренесансні кесонні стелі, портали, шафи в стінах, поліхроми і величезні підвали. У кам'яниці у 1837 році народився комедійний письменник Міхал Балуцький. 
№12. Кам'яниця "Cyrusowska" - походить з XVII століття. У 2009 році була відреставрована. 
№18. Кам'яниця "Під Конем" - у XVI столітті в ній жив коваль Станіслав Госткович, тому вона мала таку емблему. У XIX столітті в цьому приміщенні знаходилася редакція і друкарня "Gazeta Krakowska". В даний час тут розміщена галерея сучасного мистецтва (галерея Пауза). 
№22. Кам'яниця "Під Агнцем" - була побудована лише у XVII столітті, її нинішній вигляд завдячує реконструкції у 1880 року. 
№ 24 Кам'яниця "Podedzwony" - над входом є емблема - три дзвони. У 1510 році цей будинок був власністю ливарника Марчіна Канегізера, і протягом багатьох років мешкали тут ремісники, ливарники, слюсарі і гончарі. На початку XIX століття будинок змінила власника через аукціон. Він був куплений Юзефом Вайссом, який відреставрував його у 1830 році, і як знак того, що тут живе торговець вином - він оточив дзвони фризом винограду, листя і анкерів, і на самих дзвонах він дав дату 1830 і монограму. 
№25. У кам'яниці (відреставрованій у 1984 - 1989 рр. ) знаходиться Музей Фармації Collegium Medicum Ягеллонського університету. 
№26. Кам'яниця має (між двома могутніми відкосами ) портал з унікальним у Кракові трикутним причілком у верхній частині. 
№34. У цій кам'яниці народився Войцех Статтлер - професор Краківської школи живопису, вчитель Яна Матейка, приятель Адама Міцкевича та Юліуша Словацького . Тут знаходиться галерея сучасного мистецтва. 
№ 37. У цій будівлі Генрік Фріст заснував в 1895 році Салон Мистецтв lub w 1885. Тут продавалися картини, а також їхні репродукції для стін і листівки. Пізніше салон очолював його син, доктор Юзеф Фріст. 
№ 41. Будинок Яна Матейки - побудована у XVI столітті, після незначних змін і надбудов другого і третього поверхів на рубежі XVII століття та XVIII століття, а також у XIX столітті . У 1794 році вона стала власністю краківської родини Росберга, з якої вийшла мати Яна Матейка - Джоанна Кароліна.  Тут народився, жив, творив і помер історичний художник Ян Матейко. Коли він став власником цього житлового будинку, він разом з архітектором Томашем Прилінським у 1872 році запроектував новий фасад будинку. 2 вересня 1880 р. імператор Франц Йосиф I відвідав Яна Матейка у тутешній студії. Імператора супроводжували губернатор Анджей Казімєж Потоцький і мер Кракова Миколай Зиблікевич . Цей візит був зображений аквареллю Юліуша Коссака. Після смерті Матейка друзі майстра придбали будинок і влаштували в ньому музей пам'яток художника. У 1904 році він став філією Національного музею. 
№ 42. Кам'яниця "Під білим орлом" - тепер тут розташований "Hotel Polski". Цей будинок спочатку належав Мацею Косовічу, який здавав у оренду його в 1825  році. Франциску Станішевському для таверни. Невдовзі Станішевський купив будинок і влаштував зразковий готель. У XIX столітті готель розкинувся уздовж стін у напрямку вул. Святого Яна і змінив назву на "Hotel Polski". У будинку 5 лютого 1879 року був заарештований Людвік Варинський, засновник першої польської революційної партії "Пролетаріат". 
№ 45. Кам'яниця Bełzińska, в котрій знаходиться кондитерська "Яма Міхаліка". Заснована львівським кондитером Яном Міхаликом, вона стала резиденцією художнього кабаре "Зелоні Балонік" у перші роки XX століття. 

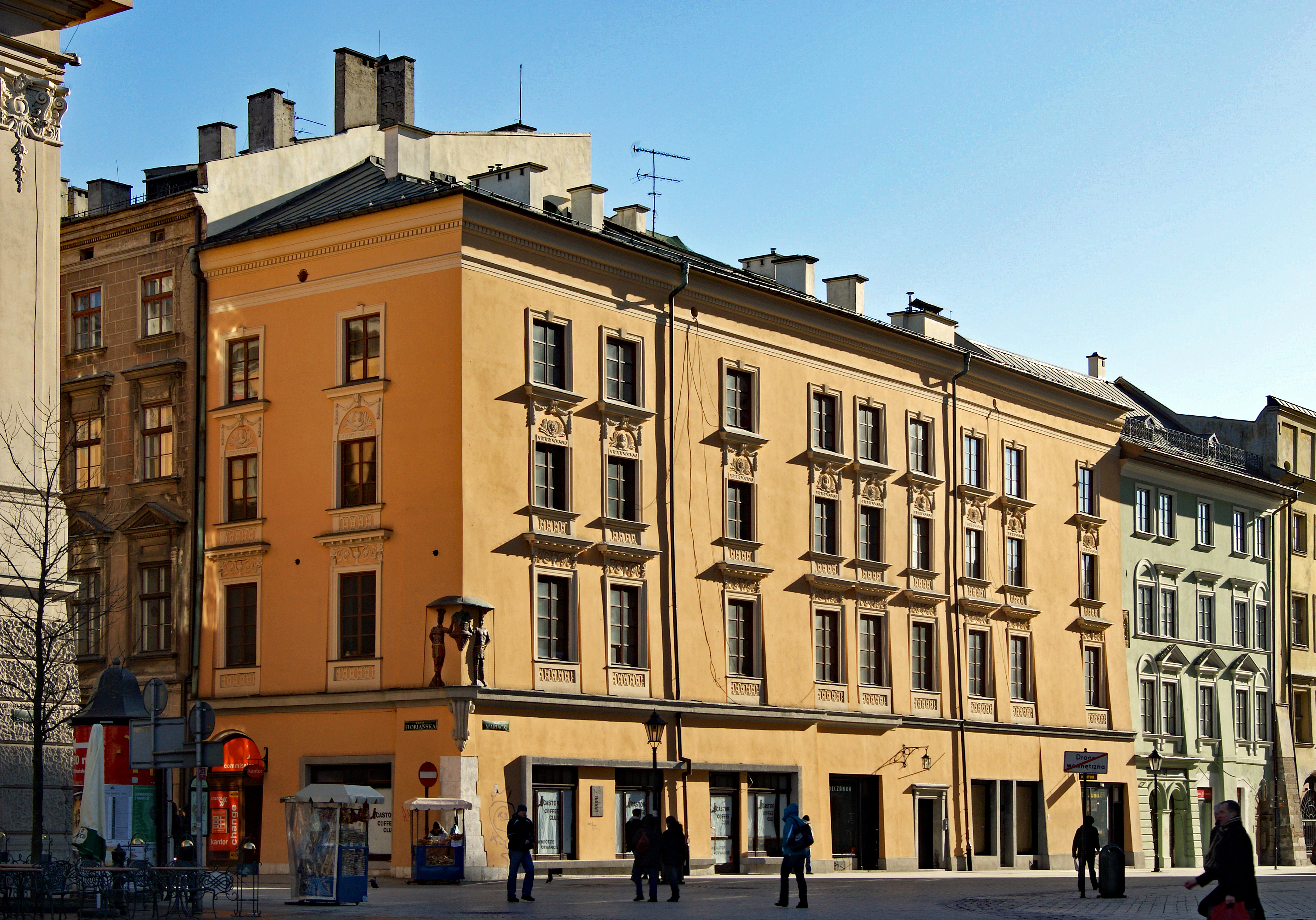
вул. Флоріанська 1 Кам'яниця Pod Etiopy
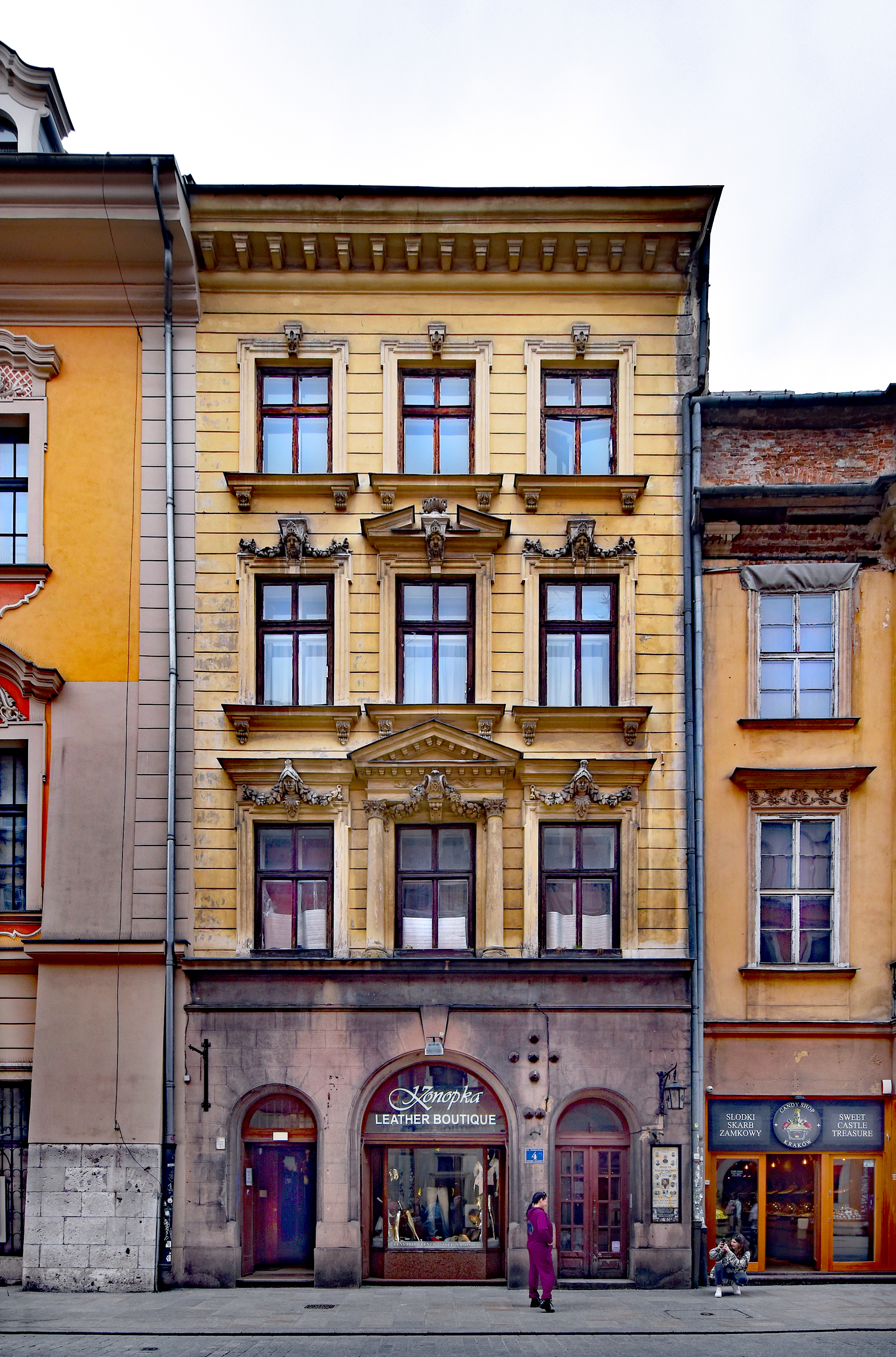
вул. Флоріанська 4 Кам'яниця Pernusowska
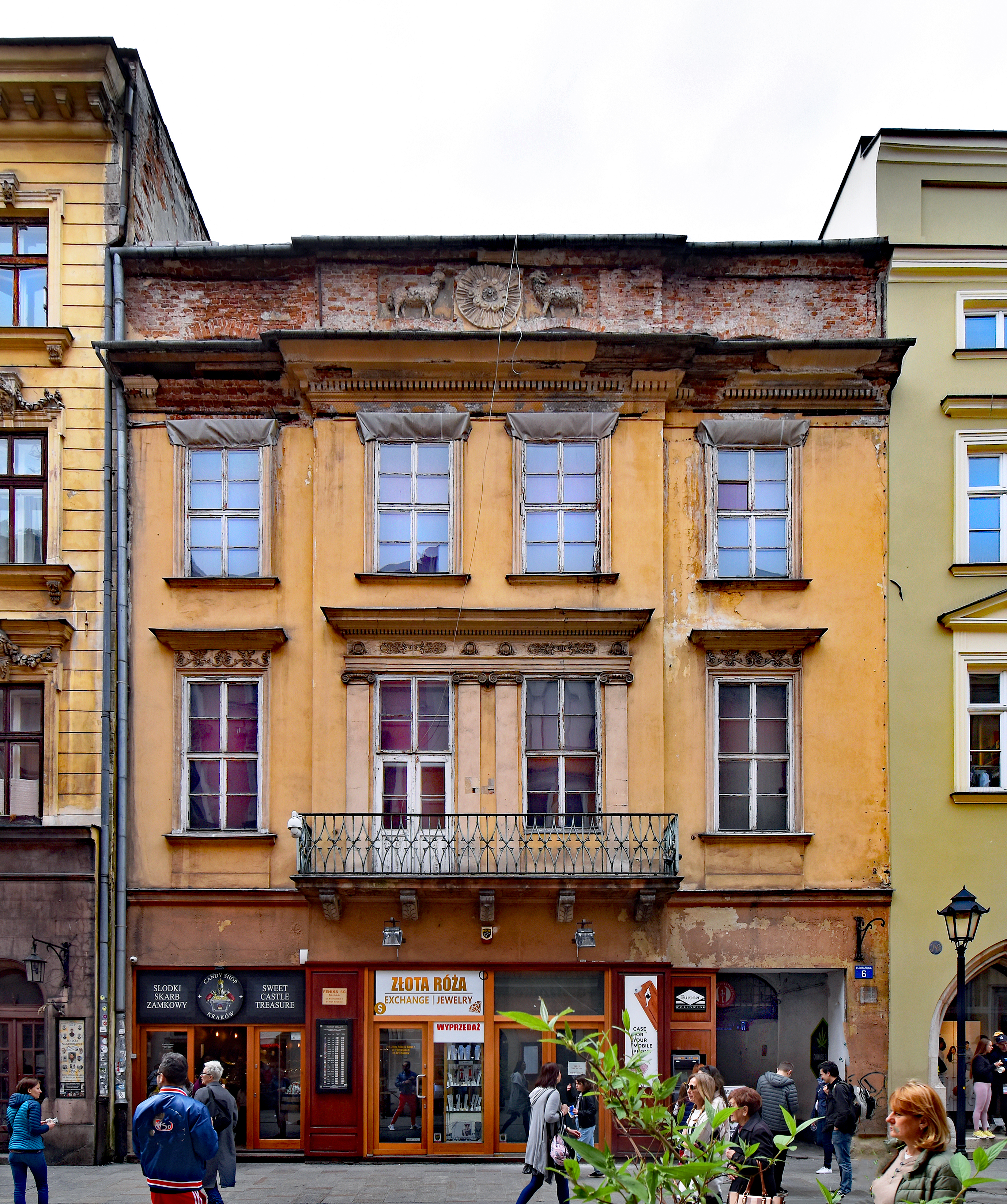
вул. Флоріанська 6 Кам'яниця Pod Okiem Opatrzności
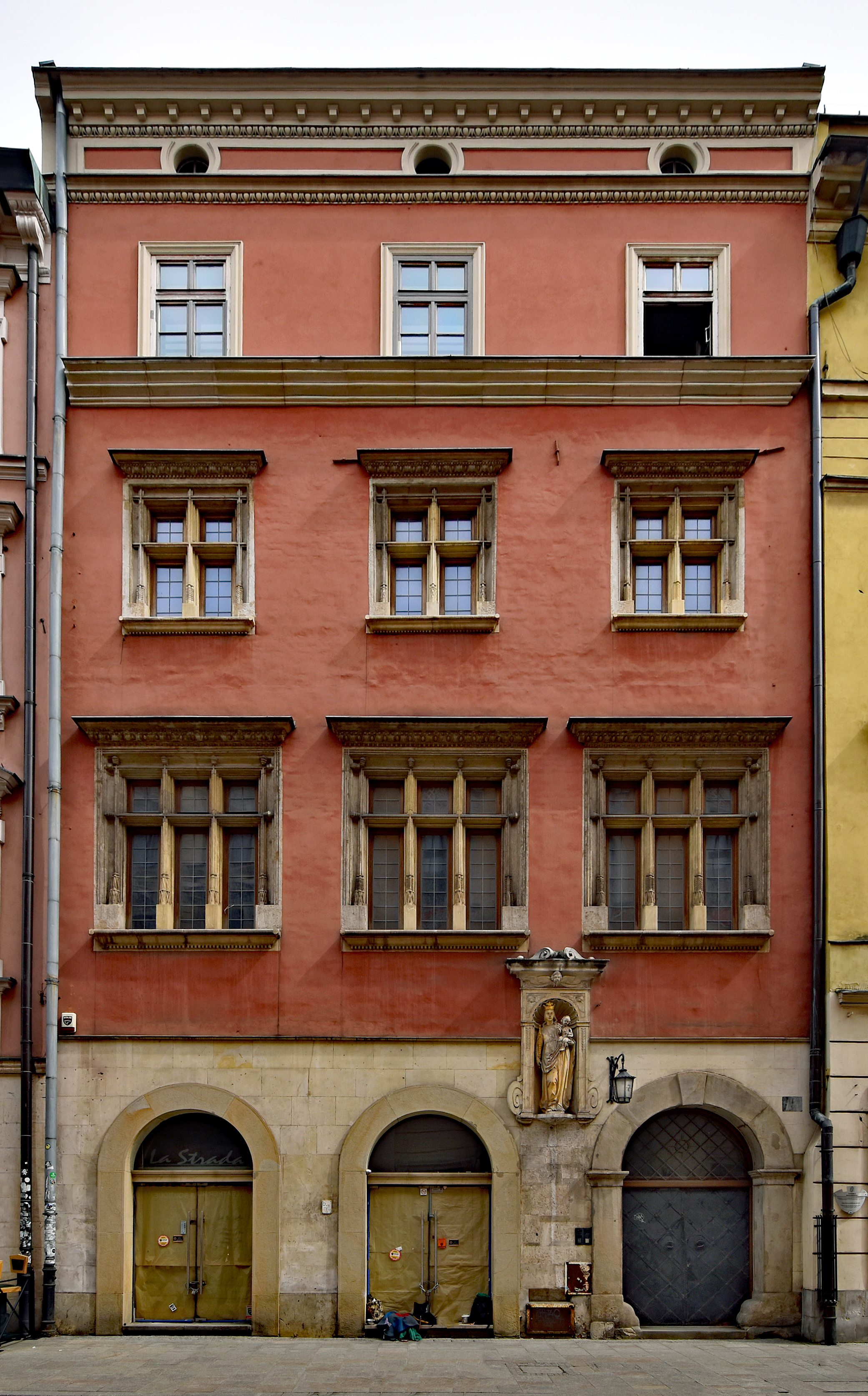
вул. Флоріанська 7 Кам'яниця Pod Matką Boską
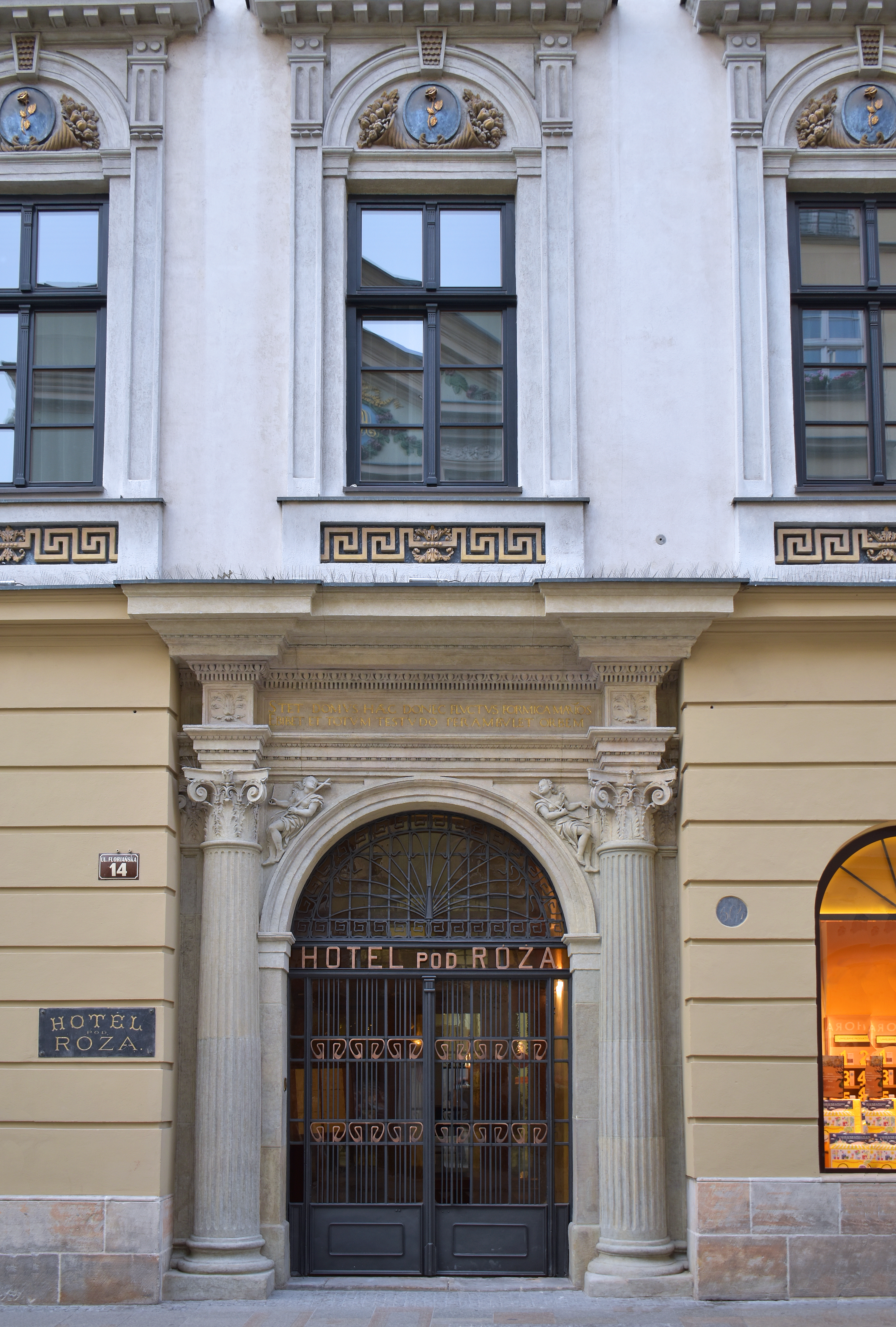
вул. Флоріанська 14 Hotel Pod Różą
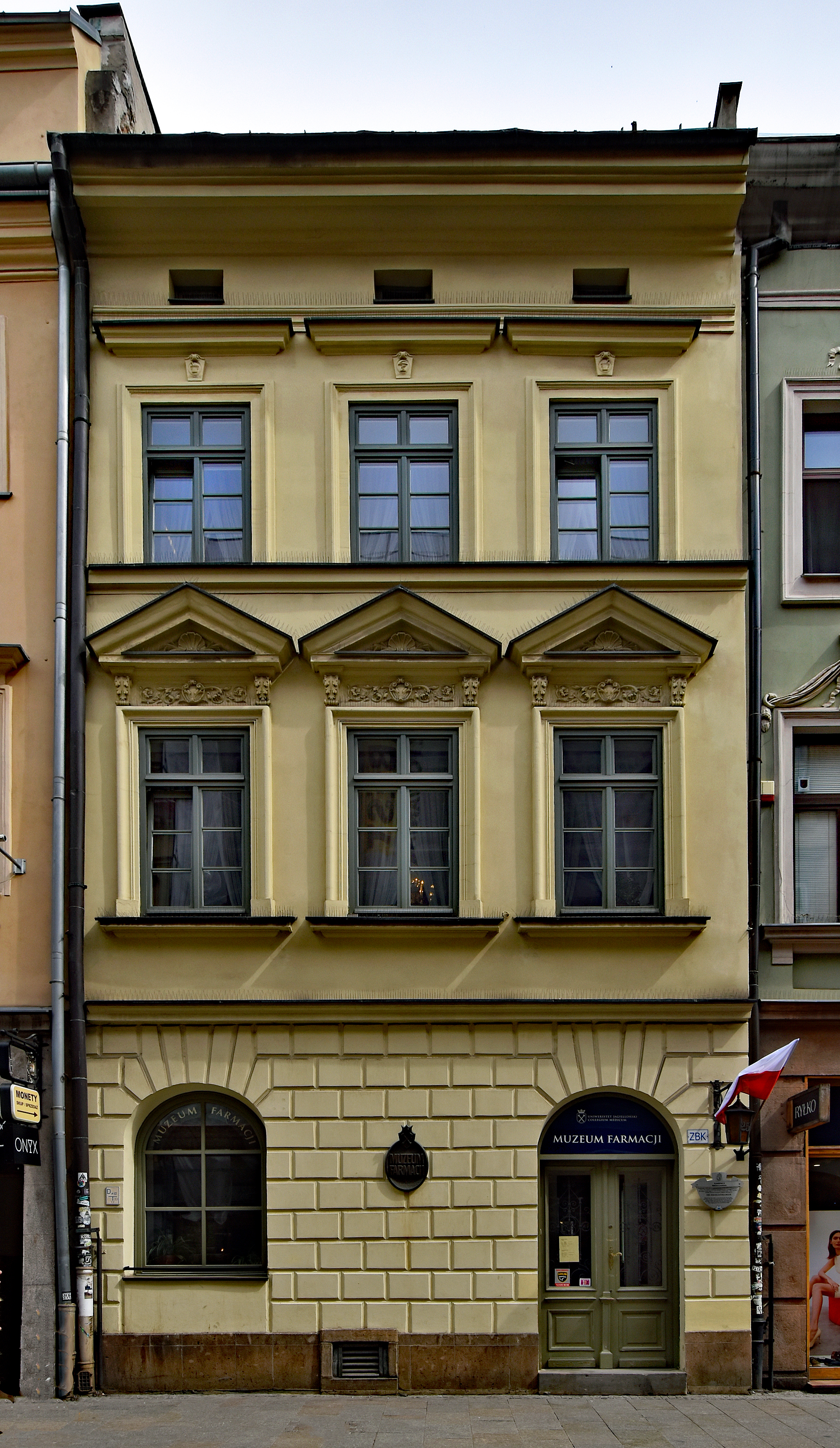
вул. Флоріанська 25 Кам'яниця Pod Świętą Teklą
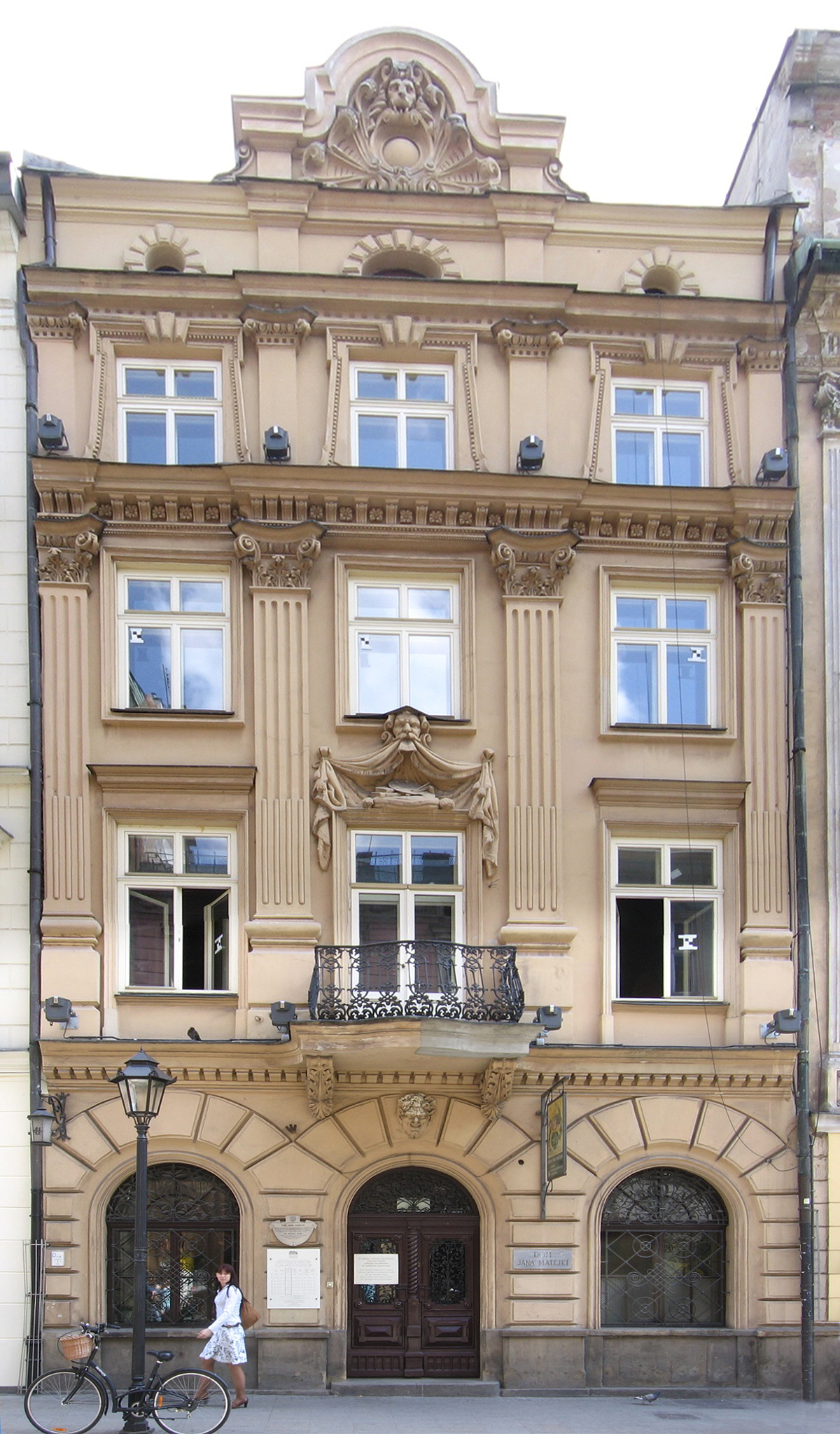
вул. Флоріанська 41 Будинок Яна Матейка
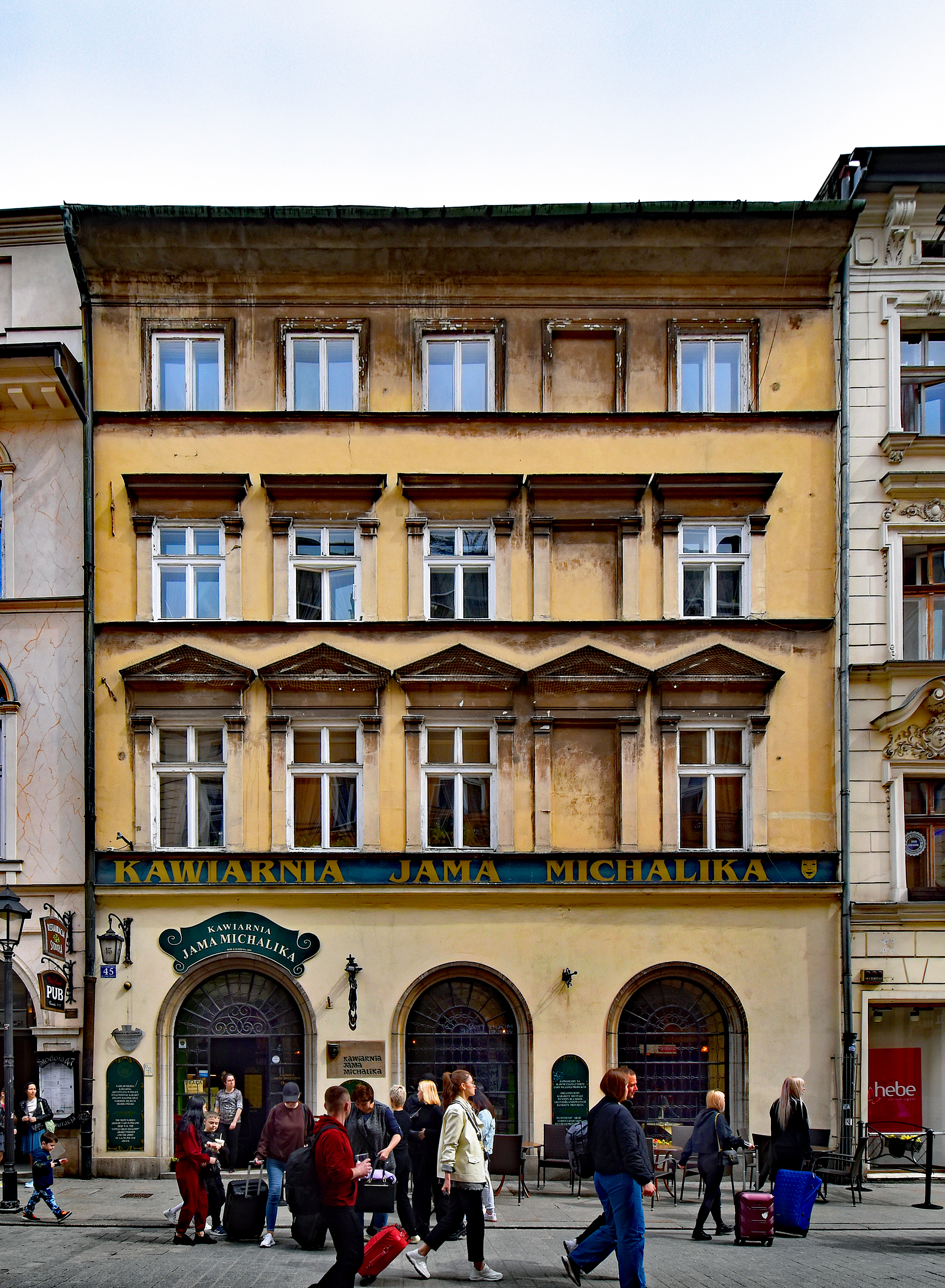
вул. Флоріанська 45 Кам'яниця Bełzińska
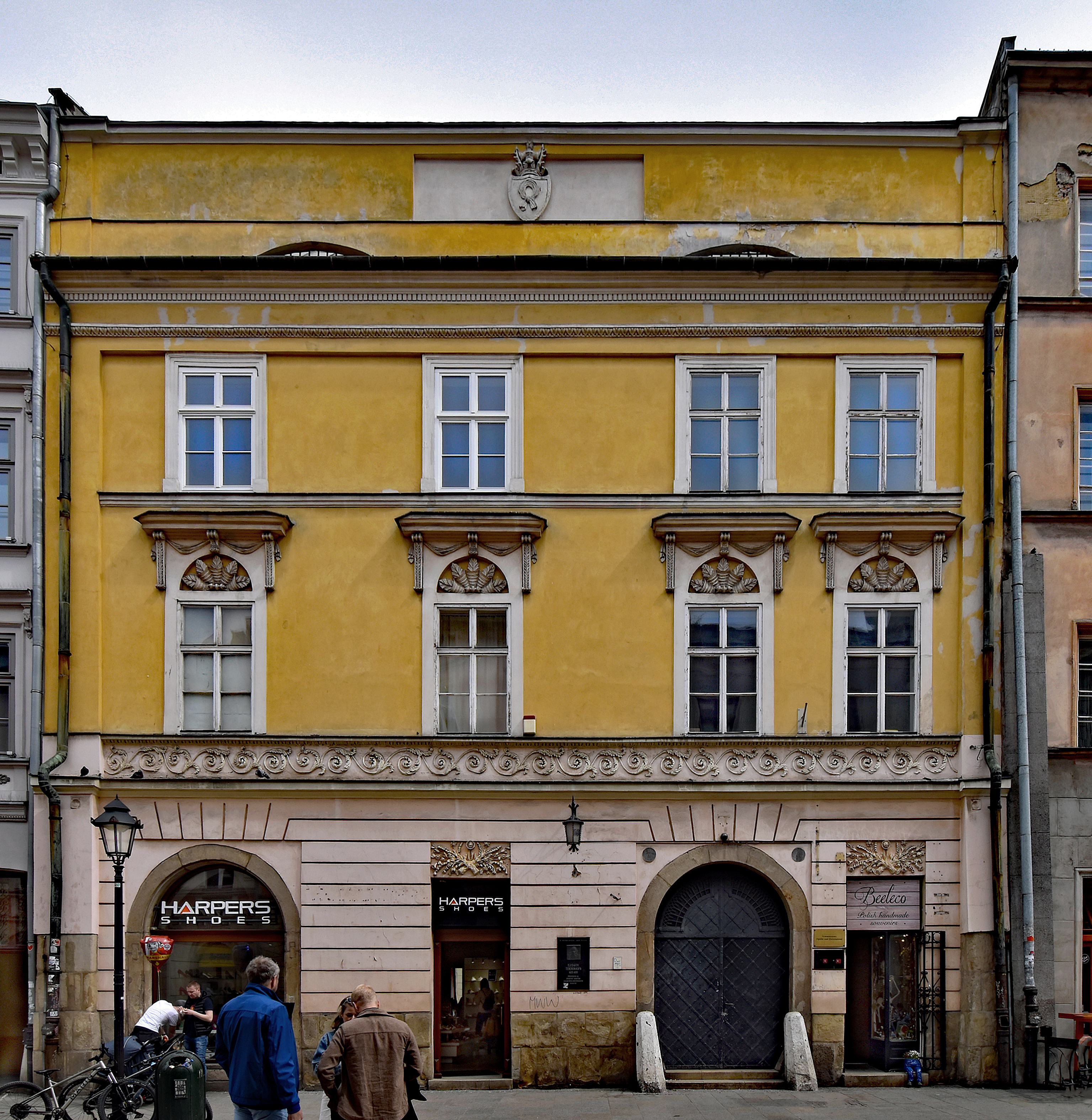
вул. Флоріанська 53

## Галерея

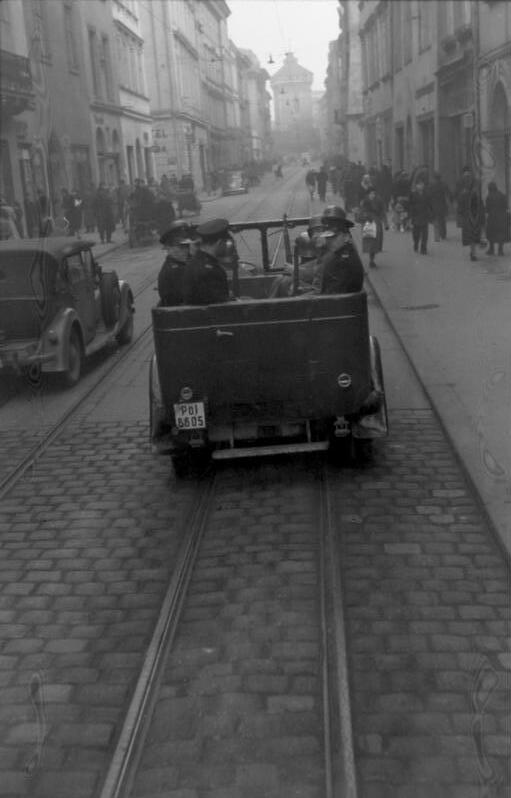
вул. Флоріанська, січень 1941.
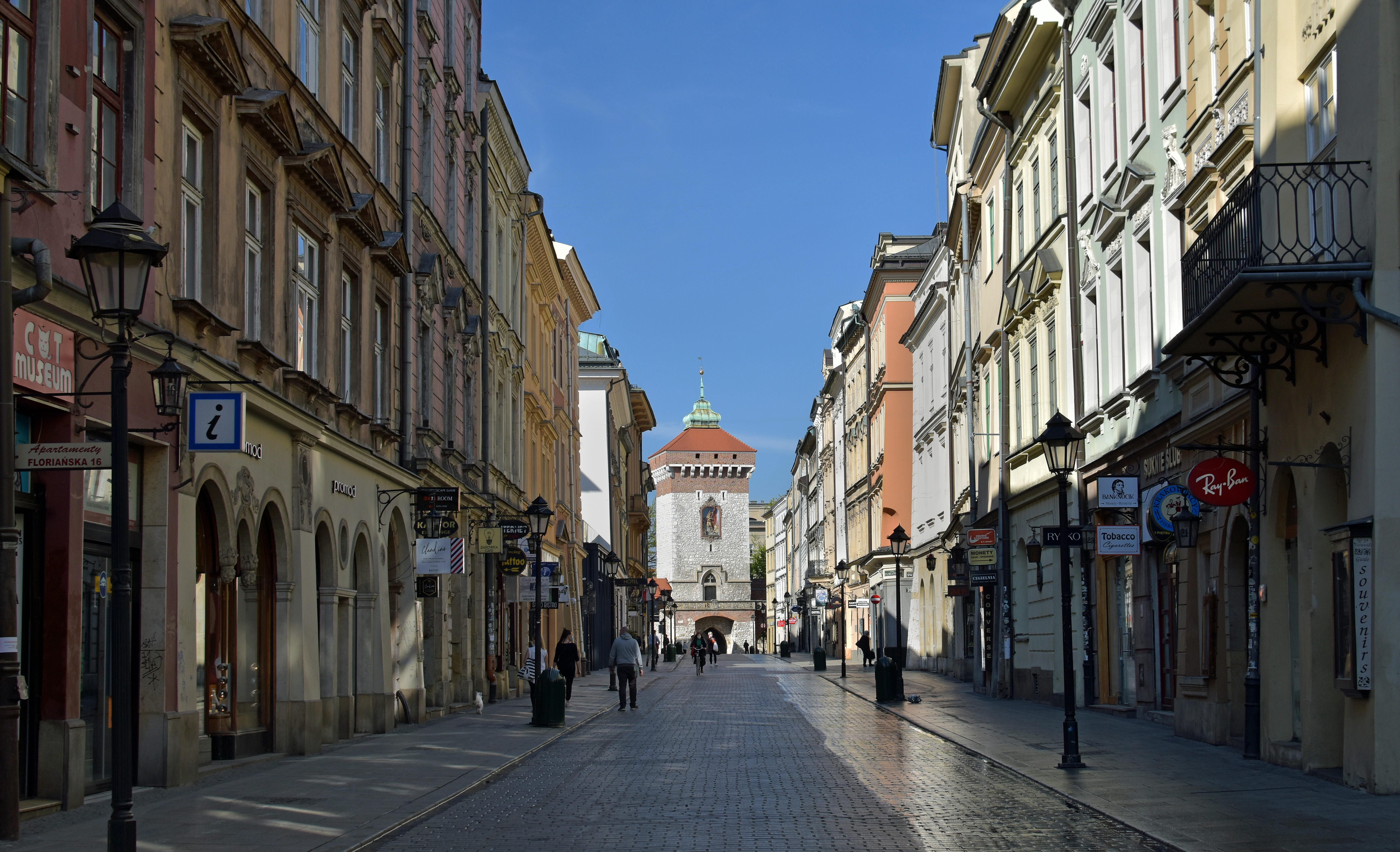
вул. Флоріанська, kwiecień 2020.
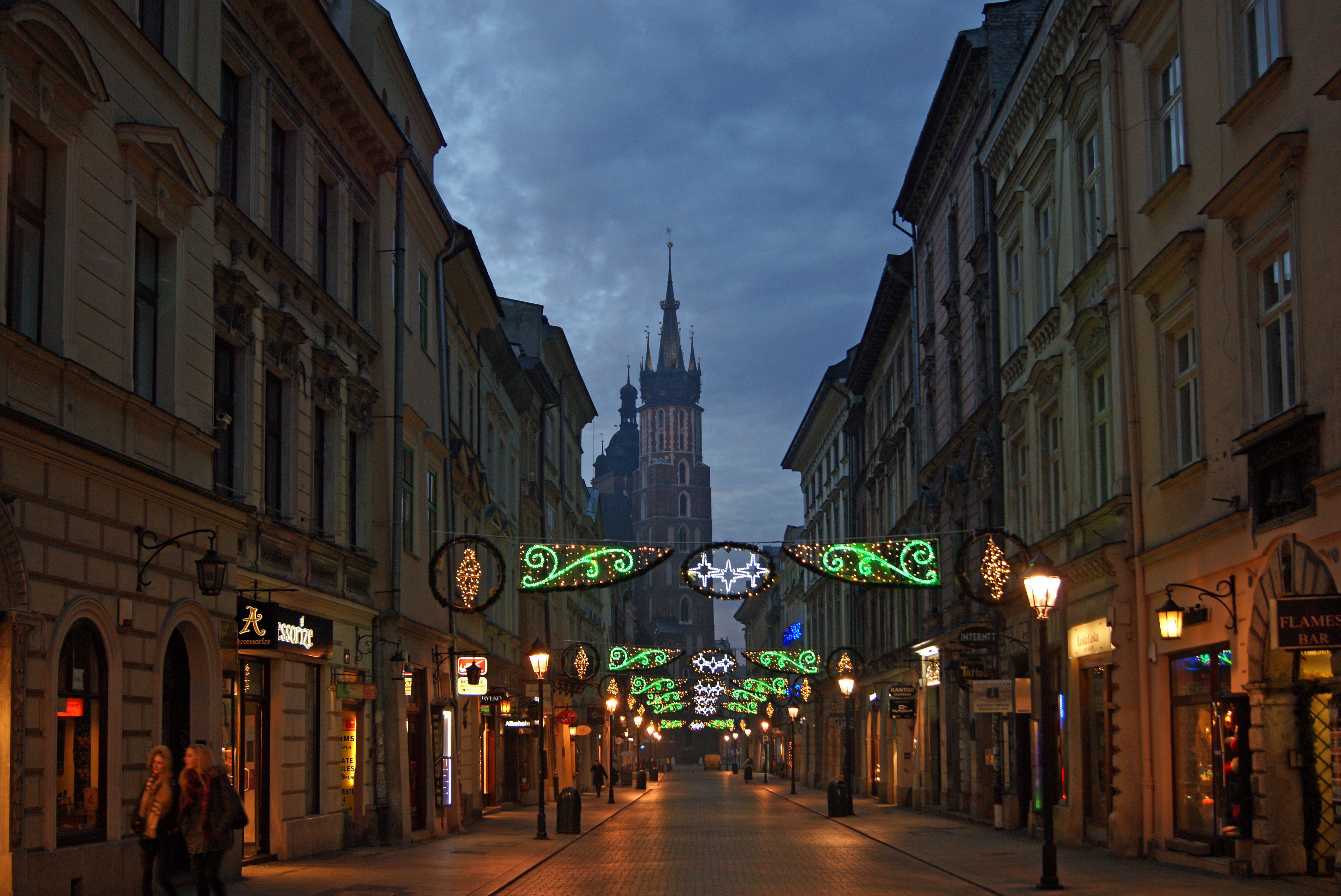
вул. Флоріанська з видом на костел Діви Марії ]]
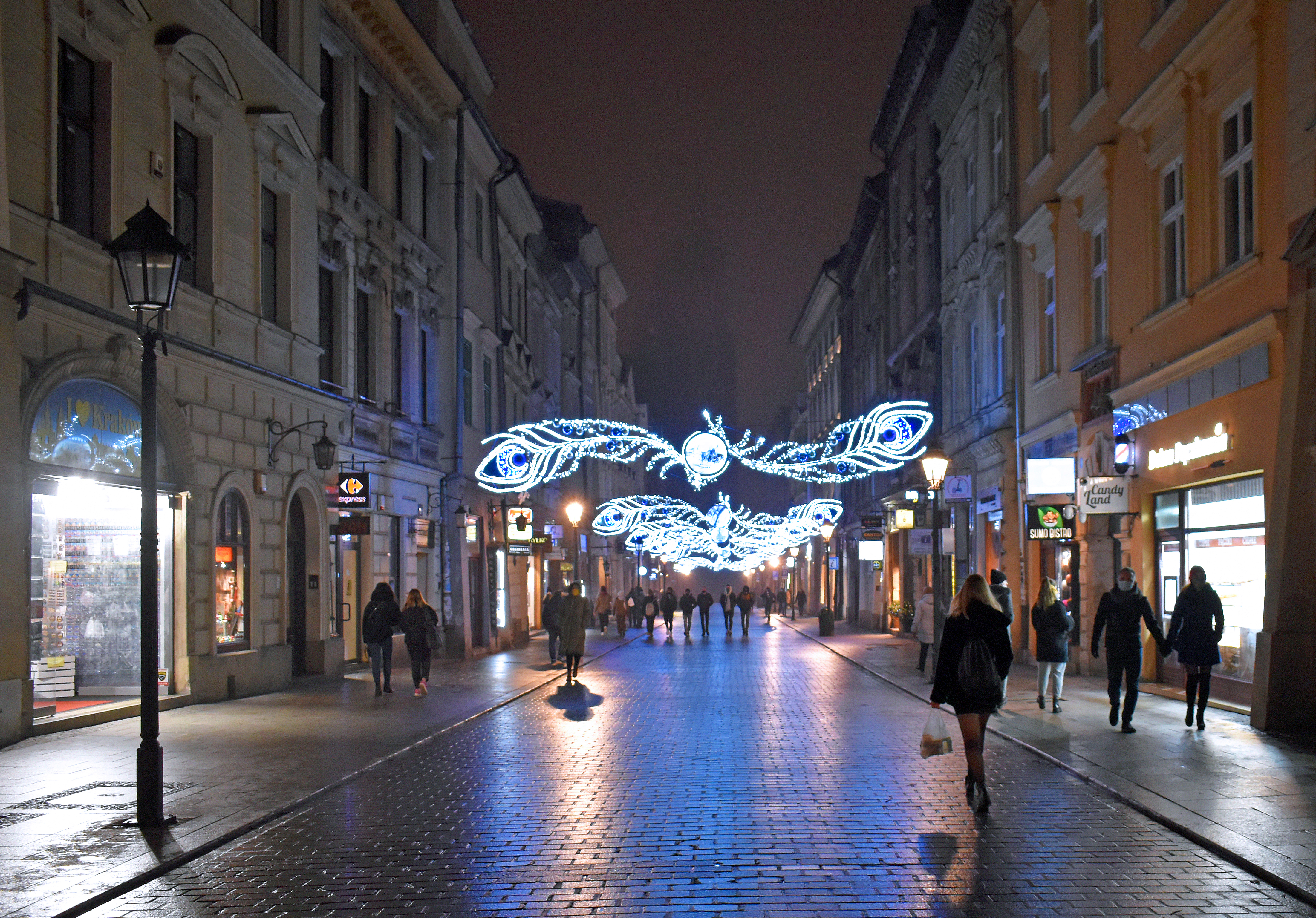
Dekoracja świąteczna ulicy, rok 2020.
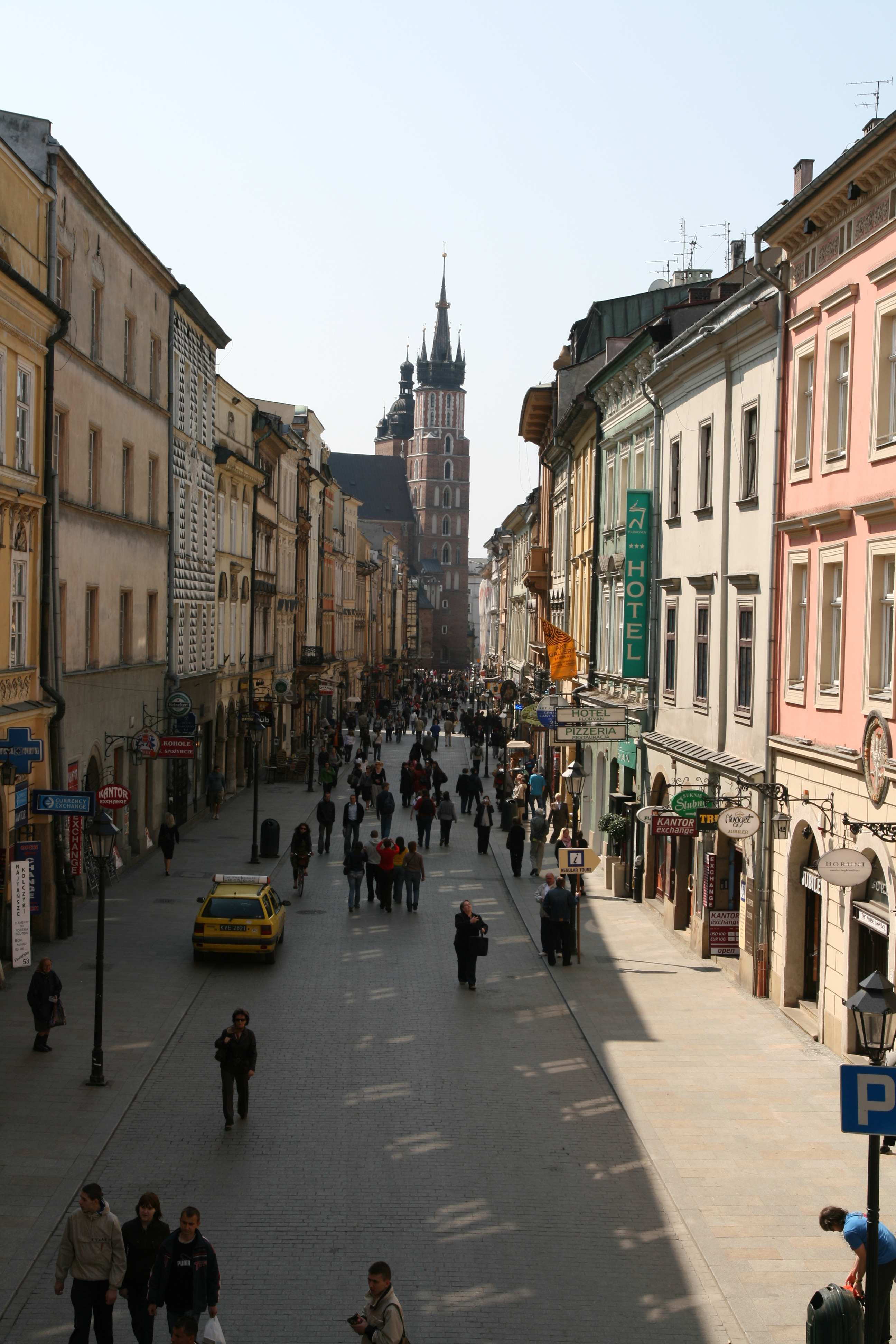
Вид від брами Святого Флоріана .
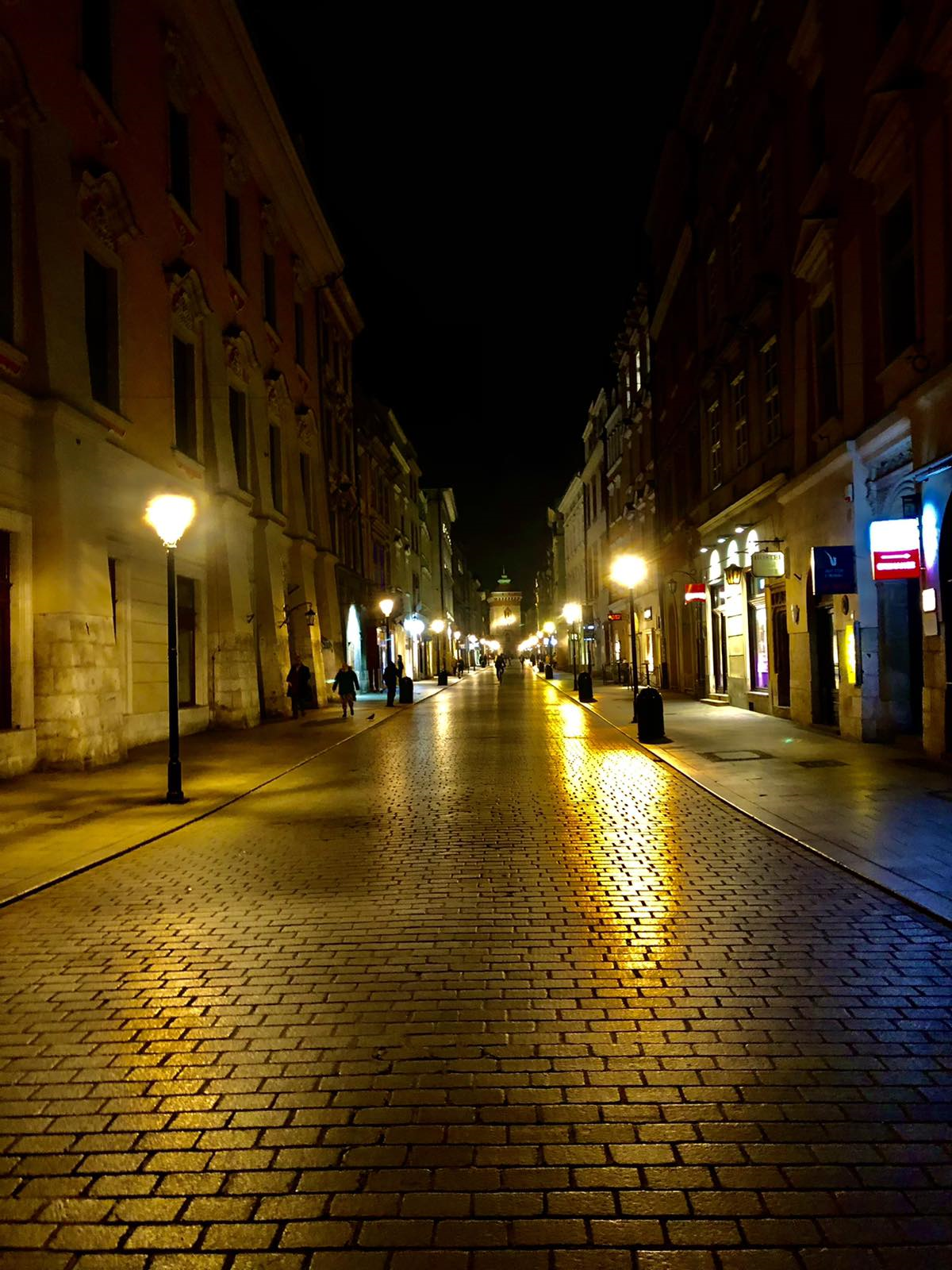
вул. Флоріанська вночі

## Зовнішні посилання
- вул. [Архівовано 5 квітня 2019 у Wayback Machine.] Флорянська, Краків [Архівовано 5 квітня 2019 у Wayback Machine.] - докладний опис вулиці, фотографії всіх багатоквартирних будинків, що стоять на вулиці Флорянська.
- Старі фотографії Кракова - вул. Florian